# Johan Olov Östblom
Johan Olov Östblom, J.O. Östblom, född 3 december 1892, död 15 mars 1973 i Ljusne, var en svensk reparatör, handlare och cykelfabrikör.
Östblom startade 1919 reparationsverksamhet i Norrljusne, till en början i liten skala. År 1930 inköpte han en tomt i Myrbacka, Ljusne, där han så gott som egenhändigt uppförde en verkstadsbyggnad, vilken försågs med modern maskinell utrustning såsom lackugn, svetsningsapparat och elektriska specialmaskiner. Han utförde under firmanamnet Ljusne Cykel- & Motorcykelverkstad alla slag av inom branschen förekommande reparationsarbeten, sålde cyklar levererade av Nymans Verkstäder i Uppsala och Husqvarna Vapenfabrik samt sportartiklar och skidor. Han lanserade med stor framgång det egna cykelmärket "Dundy" av egen tillverkning.